# Green Valley
Green Valley es una banda española de reggae y dancehall. Su larga trayectoria los ha llevado a presentarse internacionalmente, recorriendo países como Argentina, Chile, México, Uruguay, Alemania, Guatemala, Perú y Colombia, entre otros.

## Historia[1]

### Inicios
Todo empieza con Ander Valverde, fundador de Green Valley (cuyo apellido traducido al inglés da nombre a la banda. Empezó a escribir sus primeras letras de rap con 14 años con sus amigos por el País Vasco escuchando a raperos como Violadores del Verso, CPV o Mucho Muchacho, más tarde empezó a escuchar a Bob Marley con el disco ¨Uprising¨ y en ese momento empezó a meterse en el mundo del reggae y querer mandar un mensaje a través de la música.
En 2001, comenzó actuando en formato Sound System en Vitoria. Al ver la buena aceptación por parte del público, decidieron trasladarse a Barcelona abriéndose paso a otros escenarios en tierras catalanas en el año 2006. 
Durante el 2007 fue creada y grabada la segunda maqueta, Inmigrantes, que dio paso a tocar en escenarios por toda la geografía española.

### Primeros discos:En tus manosyLa voz del pueblo
En 2010 la banda saca al mercado su primer trabajo discográfico: En tus manos, un disco que combina estilos como reggae, roots y dancehall.
En 2012 publican su segundo disco La voz del pueblo, un disco con una mirada crítica hacia la sociedad en la que vivimos.En 2013 publican Mírame a los ojos, un nuevo trabajo, esta vez en acústico, compuesto por nueve cortes. Este año Green Valley debutaron en los escenarios de festivales como Reggaeboa Balboa, Lagata o Rotottom Sunsplash  con la gira "La voz del pueblo".

### Primer aniversario, discos y «Si no te tengo»
En 2014 se cumple el décimo aniversario como banda, celebrándolo con Hijos de la tierra, un tercer trabajo discográfico que confirma la evolución como grupo en el panorama nacional del reggae.  El disco tiene colaboraciones como Rapsusklei, Rayden o Lasai.

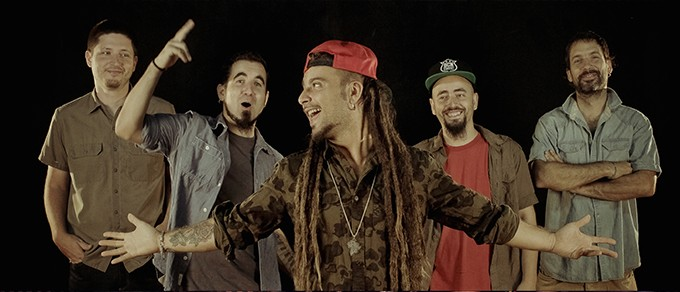
Banda completa

En ese disco se encuentra el hit más famoso de la banda, «Si no te tengo», que cuenta con más de 20 millones de visitas en YouTube y casi 25 millones en Spotify, e incluso la banda argentina Ke Personajes les hizo una versión de cumbia. Este tema consiguió disco de oro. 
En 2016 publican su nuevo trabajo llamado AHORA, un disco con canciones de reggae con referencias del dancehall, hip hop y ska.Es el quinto trabajo de estudio de Green Valley, grabado por Genis Trani (Reggeland) y Chalart 58 (La Panchita Estudios) y con las colaboraciones de artistas de renombre como Morodo, Fyahbwoy, Rapsusklei, La Tifa o Movimiento Original (Chile).
Entre estos años, ha colaborado con artistas como ToteKing, ZPU, Shotta, La Pegatina, Auxili, SFDK, Rapsusklei, Ambkor, Falsalarma, Chambao, Little Pepe, Legendario, Putolargo, Fyahbwoy, entre otros.

### Bajo la Piel y documental de «Dónde irán»
En 2019 publican otro disco, Bajo la Piel, disco de temática social y con mensajes de amor de pareja, hijos y amistad, con colaboraciones de artistas destacados en el sector del reggae y del rap como SFDK o Macaco o los peruanos Laguna Pai.
Entre esas canciones se encuentra la canción «Dónde irán» que aborda la inmigración, la xenofobia y el racismo en cierta medida, inspiró un documental que inicialmente iba a ser un making off.Este documental narra la vida de Mamadou Día y Sani Ladan, dos inmigrantes que llegaron a España tras perder a familiares en el Mediterráneo.

### Green Valley & Friendsen Rototom
El 23 de agosto de 2019, el festival Rototom Sunsplash celebraría 10 años en España. Como celebración, contaron con Green Valley para hacer 2 horas de concierto delante de 200.000 personas de todos los continentes.Con la participación los artistas Macaco, Morodo, Rapsusklei, Rayden, Fyahbwoy, Women Soldier, Tiano Bless, Emma Youth y colaboraciones externas como Sani Ladan y otros diez músicos, fueron los que acabaron con el festival bajo el nombre de Green Valley & Friends.

### La llave maestra
En 2022 publicaron La llave maestra, un disco que muestra un reggae más profundo y melancólico, dejando de lado las canciones de fiesta y baile, pero con una composición más elaborada. Tras varios discos con productores externos, este trabajo marca un regreso a la autoproducción con Dani Lamperez. En este disco mezcla el reggae con la rumba, el rap y un poco el rock y el pop. Este es un trabajo que cuenta con colaboraciones de Alborosie, Nanpa Básico, Pure Negga, Rapsusklei, entre otros.
En 2024, hicieron una gira especial llamada "Como En Casa" por el 20 aniversario, tocando en Chile, Argentina, Costa Rica, Colombia, México y algunas ciudades de España.También, participó en concierto de SFDK del 30 aniversario en el que asistieron 60.000 personas.

## Estilo musical
Green Valley se caracteriza por un estilo musical que fusiona reggae, roots, dancehall y hip hop. Su sonido es a la vez enérgico y melódico, con letras que abordan temas sociales y personales.

## Miembros
- Ander Valverde (vocalista y compositor).
- Egoitz Uriarte (bajo)
- Ander Larrea (guitarra)
- India Vila (batería)
- Dani Lamperez (productor y teclista)

## Exmiembros
- Juantxi Fernández (ex baterista)
- Jonathan Sánchez (ex teclista)
- Pau Checa (ex baterista)
- Miliu (ex bajista)
- Tillo (ex teclista)

## Discografía

### Maquetas
- 2002: El sueño perdido (Ander Valverde en solitario).
- 2007: Inmigrantes.

### Álbumes
- 2010: En tus manos.
- 2012: La voz del pueblo.
- 2013: Mírame a los ojos.
- 2014: Hijos de la tierra.
- 2016:  AHORA.
- 2019:  Bajo la piel
- 2022: La Llave Maestra

### Sencillos y colaboraciones
- 2012: Friend (con Shinji)
- 2012 Es la Misión (con Alerta Kamarada)
- 2013 Gente Real (con Tosko)
- 2013 Lo mío lo comparto (Kinky Bwoy)
- 2013 Somos Iguales (con Saritah)
- 2014 Hijos de León (con Rapsusklei)
- 2015 Alas Rotas (con Rapsusklei)
- 2015 Yo Viviré (con Ganjahr Family)
- 2017 No es Necesario (con Dread Mar l)
- 2017 Red Alerta (con Macaco, Toteking y Aziza Brahim)
- 2017 Exprímelo
- 2017 Despierto (con La Pegatina)
- 2018 Tiempo Amor y Muerte (con Ambkor)
- 2018 Alma libre (Juanito Makandé)
- 2018 N.T.F (con Toteking)
- 2018 No Quiero Ser Uno Más (con Toteking)
- 2020 Energías (con Errecé)
- 2020 Tu mejor Versión
- 2020 Donde Nadie Nos Ve
- 2022 Soy un Lion (con Little Pepe)
- 2022 Más Como Tú (con Suzanna)
- 2022 Mil Noches en Vela (con Rapsusklei)
- 2022 No me quieras mal (con Muerdo)
- 2023 Cura la Herida (El Duende Callejero)
- 2023 Música que Sana (con Lefty SM, Neto Peña, Zxmyr)
- 2023 Cerca de Ti (con Búhos)
- 2023 Abril
- 2023 La Gente de la Calle
- 2024 Todo va a estar bien (con De Bruces a Mi)
- 2024 Olor a Café (con SFDK)
- 2024 Yo no Hablo con el Madero
- 2024 Ital Food
- 2024 Veneno (con Sho Hai)
- 2024 Cypher Vol.5 (con Pure Negga, Chusterfield, Fyahbwoy, Grankhan, Morodo, King Magneto, Irie Angel )
- 2025 Mundo de Cristal (con Zona Ganjah)